# Associazione Calcio Lecco 1938-1939
Questa voce raccoglie le informazioni riguardanti  l'Associazione Calcio Lecco nelle competizioni ufficiali della stagione 1938-1939.

## Stagione
Nella stagione 1938-1939 il Lecco ha disputato il girone B della Serie C e con 23 punti ha ottenuto l'undicesimo posto in classifica, per peggiore quoziente reti nei confronti del Piacenza.

## Rosa
| N. |                   | Ruolo | Calciatore        |
| -- | ----------------- | ----- | ----------------- |
|    | Italia (bandiera) | C     | Angelo Bacis      |
|    | Italia (bandiera) | D     | Carlo Ballerini   |
|    | Italia (bandiera) | C     | Pietro Bario      |
|    | Italia (bandiera) | D     | Carlo Corti       |
|    | Italia (bandiera) | P     | Achille Dari      |
|    | Italia (bandiera) | C     | Giovanni Dell'Oro |
|    | Italia (bandiera) | D     | Bruno De Vecchi   |
|    | Italia (bandiera) | A     | Pierino Esposito  |

| N. |                   | Ruolo | Calciatore         |
| -- | ----------------- | ----- | ------------------ |
|    | Italia (bandiera) | A     | Eugenio Gelmi      |
|    | Italia (bandiera) | C     | Isidoro Magni      |
|    | Italia (bandiera) | D     | Luigi Mamoli       |
|    | Italia (bandiera) | C     | Angelo Meroni      |
|    | Italia (bandiera) | A     | Aldo Prata Pizzala |
|    | Italia (bandiera) | C     | Pietro Riva        |
|    | Italia (bandiera) | C     | Ernesto Rizzi      |
|    | Italia (bandiera) | C     | Mauro Tedeschi     |